# Live In Tokyo
Live in Tokyo es un álbum en vivo de 1983 lanzado por Public Image Ltd como un conjunto de dos EP de 45 RPM. Fue publicado por Columbia Records en Japón y más tarde relanzado por Virgin Records en el Reino Unido, donde alcanzó el puesto número 28 en la lista inglesa UK Singles Chart. Una única edición en LP de 33 RPM fue luego relanzada por Elektra Records en los Estados Unidos.   
Un videocasete en vivo de 35 minutos de la misma serie de conciertos también fue lanzado por Columbia Records en Japón bajo el nombre de «Live '83».

## Lista de canciones
Lado uno
1. "Annalisa"
2. "Religion"

Lado dos
1. "Low Life"
2. "Solitaire"
3. "Flowers of Romance"

Lado tres 
1. "This Is Not A Love Song"
2. "Death Disco"
3. "Bad Life"

Lado cuatro
1. "Banging the Door"
2. "Under the House"

## Personal
- John Lydon - Voz
- Joseph Guida - Guitarra
- Louis Bernardi - Bajo
- Tommy Zvoncheck - Teclados
- Martin Atkins - Batería

## Listas

### Reino Unido
- “Live in Tokyo” entró en la lista UK Albums Chart, donde se mantuvo durante seis semanas y alcanzó el puesto número 28 el 8 de octubre de 1983.[3]

### Estados Unidos
- Cuando el álbum fue lanzado en los Estados Unidos en 1986, "Live in Tokio" no entró en la lista de álbumes de Billboard 200.[4]